# Viðfjarðarmúli
Viðfjarðarmúli är ett berg i republiken Island. Det ligger i regionen Austurland, 400 km öster om huvudstaden Reykjavík. Toppen på Viðfjarðarmúli är 693 meter över havet, eller 202 meter över den omgivande terrängen. Bredden vid basen är 4,0 km.
Runt Viðfjarðarmúli är det mycket glesbefolkat, med 3 invånare per kvadratkilometer. Närmaste större samhälle är Neskaupstaður, nära Viðfjarðarmúli. Trakten runt Viðfjarðarmúli består i huvudsak av gräsmarker.